# Karl Gottlob Kühn
Karl Gottlob Kühn (Spergau, 12 luglio 1754 – Lipsia, 19 giugno 1840) è stato un medico e storico della medicina tedesco.

## Biografia
Studiò medicina all'Università di Lipsia, conseguendo il dottorato nel 1783 con la tesi di dissertazione De forcibus obstetriciis nuper inventis. Nel 1785 divenne professore associato a Lipsia, dove successivamente ricoprì il ruolo di professore ordinario di terapia (dal 1802), fisica e patologia (dal 1820). Per tre volte fu rettore dell'università (1805/06, 1809/10 e 1813/14).
Conosciuto come editore di opere di medici antichi, pubblicò edizioni di Areteo di Cappadocia, Ippocrate e Galeno, di cui curò la rinomata Claudii Galeni opera omnia, pubblicata in venti volumi tra il 1821 e il 1833. Fu anche autore di opere relative a medici più recenti: tradusse i lavori di William Hunter (dal 1784), Thomas Beddoes (1803, 1810) e Charles Bell (1822) e curò le opere di Thomas Sydenham (1826) e Giorgio Baglivi (1827-28). Gli è inoltre attribuita la pubblicazione di un'edizione del Lexicon medicum di Stephan Blancard (dal 1832).
Come medico, si interessò all'uso dell'elettroterapia, al vaccino contro il vaiolo, all'ostetricia e all'intossicazione alimentare. Fu coeditore della Neuen Sammlung der auserlesensten und neuesten Abhandlungen für Wundärzte (1782–89), della nuova Leipziger Literaturzeitung (dal 1803) e del Magazin der neuesten Erfindungen, Entdeckungen und Verbesserungen (dal 1808).